# Ratvaj
Ratvaj este o comună slovacă, aflată în districtul Sabinov din regiunea Prešov. Localitatea se află la altitudinea de 419 m deasupra n.m., se întinde pe o suprafață de 5,31 km2 și în 2017 număra 136 de locuitori.

## Istoric
Localitatea Ratvaj este atestată documentar din 1374.

## Demografie
| An:                | 1994 | 2004   | 2014   | 2024    |
| ------------------ | ---- | ------ | ------ | ------- |
| Număr de persoane: | 131  | 143    | 141    | 163     |
| Diferență:         |      | +9,16% | −1,39% | +15,60% |

| An:                | 2023 | 2024   |
| ------------------ | ---- | ------ |
| Număr de persoane: | 162  | 163    |
| Diferență:         |      | +0,61% |